# Gert Riel
Gert Riel (Prien am Chiemsee, 1941) is een Duitse beeldhouwer.

## Leven en werk
Riel studeerde van 1964 tot 1968 beeldhouwkunst bij Rudolf Hoflehner aan de Staatliche Akademie der Bildenden Künste Stuttgart. In 1989 kreeg hij de Erich Heckel-Preis des Künstlerbundes Baden-Württemberg.
Riel woont en werkt in Remshalden-Buoch. Hij doceerde van 1968 tot 2005 beeldhouwkunst ("Metallwerkstatt") aan de academie in Stuttgart.

## Werken (selectie)
- Stahlrelief (1976), Lerchenrainschule in Stuttgart
- Farbgestaltung (1976), Universität Konstanz in Konstanz
- Stahlrelief (1977), Löwentorzentrum in Stuttgart
- Landschaft (1977), beeldenroute Skulpturenweg Seehaus Pforzheim
- Stahlskulptur (1981), Versammlungshalle in Stuttgart-Birkach
- Veränderung (1992), beeldenpark KUNSTdünger Rottweil in Rottweil
- Speicher (1997), collectie Museum Biedermann in Donaueschingen
- Ohne Titel (1999), beeldenroute Kunstpfad am Mummelsee
- Flächenspannung (2000), Sigmaringen
- Stahlstele (2000), beeldenroute Skulpturenweg Seehaus Pforzheim
- Mahnmal am Synagogenplatz (2000), Tübingen
- Sichtnahme (2006), Kunstraum Wanne in Pfullingen
- Flächenspannung (2006), Neckarsulm

## Mahnmal am Synagogenplatz
Op de plaats van de voormalige synagoge van Tübingen werd in 2000 een gedenkteken van Gert Riel geplaatst. Het Mahnmal am Synagogenplatz bestaat uit een kubus in cortenstaal, drie stalen platen met de namen van de gedeporteerde en vermoorde Joodse burgers en een stele met twee informatieborden.

VON NATIONALSOZIALISTEN UND IHREN HELFERN AUSGEGRENZT GEDEMÜTIGT ENTRECHTET BERAUBT VERTRIEBEN ERMORDET

## Fotogalerij

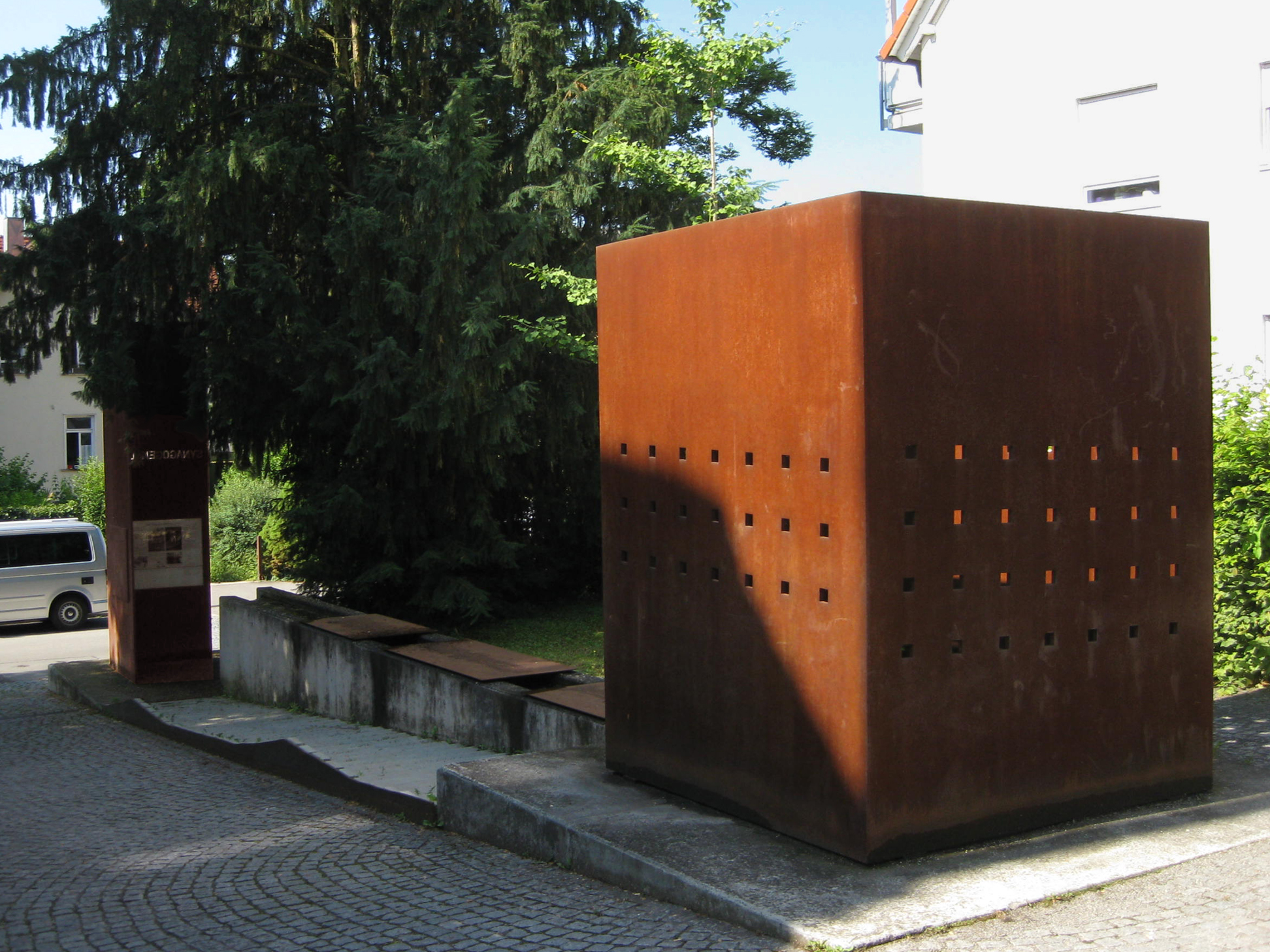
Mahnmal am Synagogenplatz
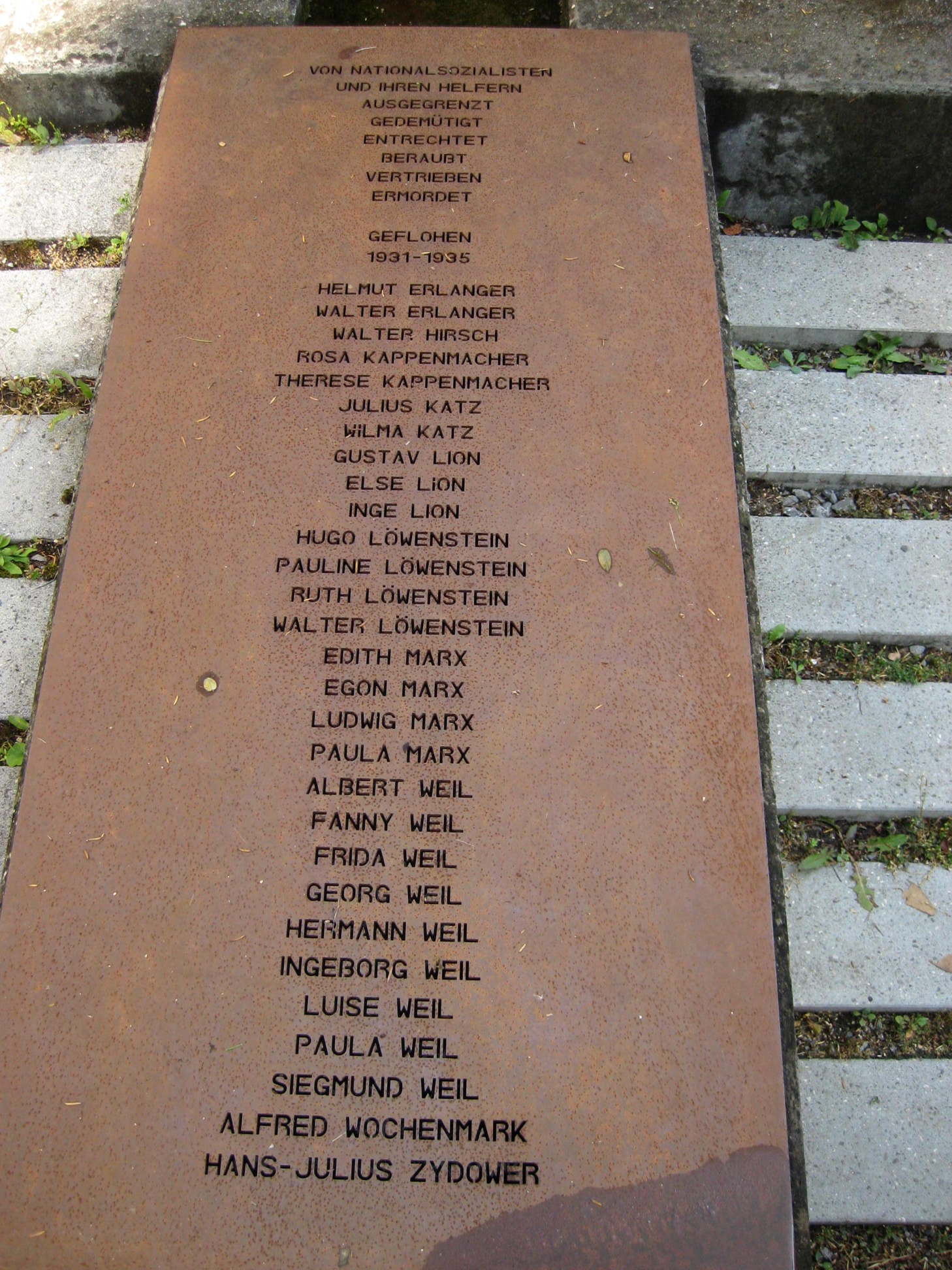
Namen der gedeporteerde Joden
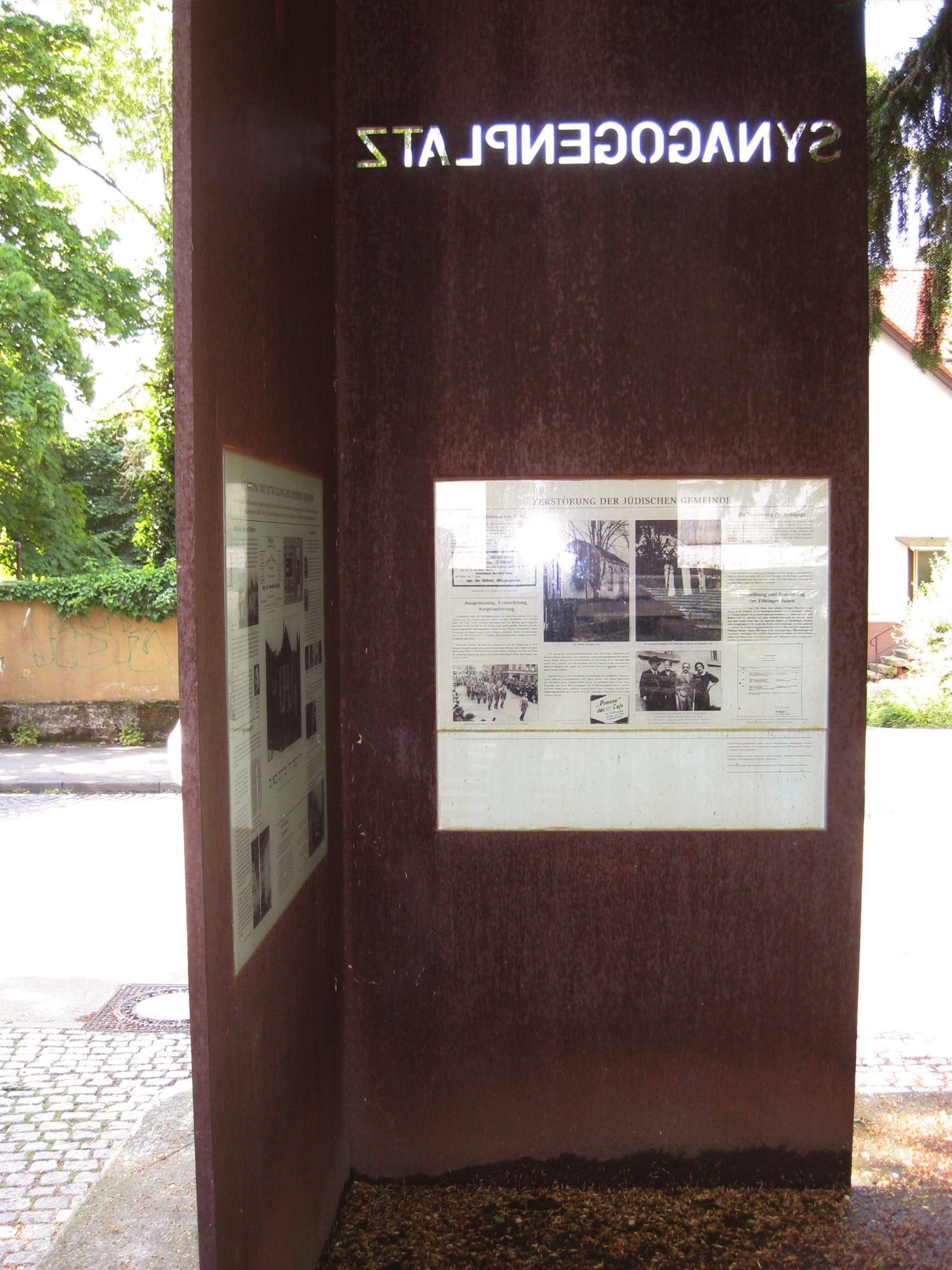
Informatieborden Mahnmal
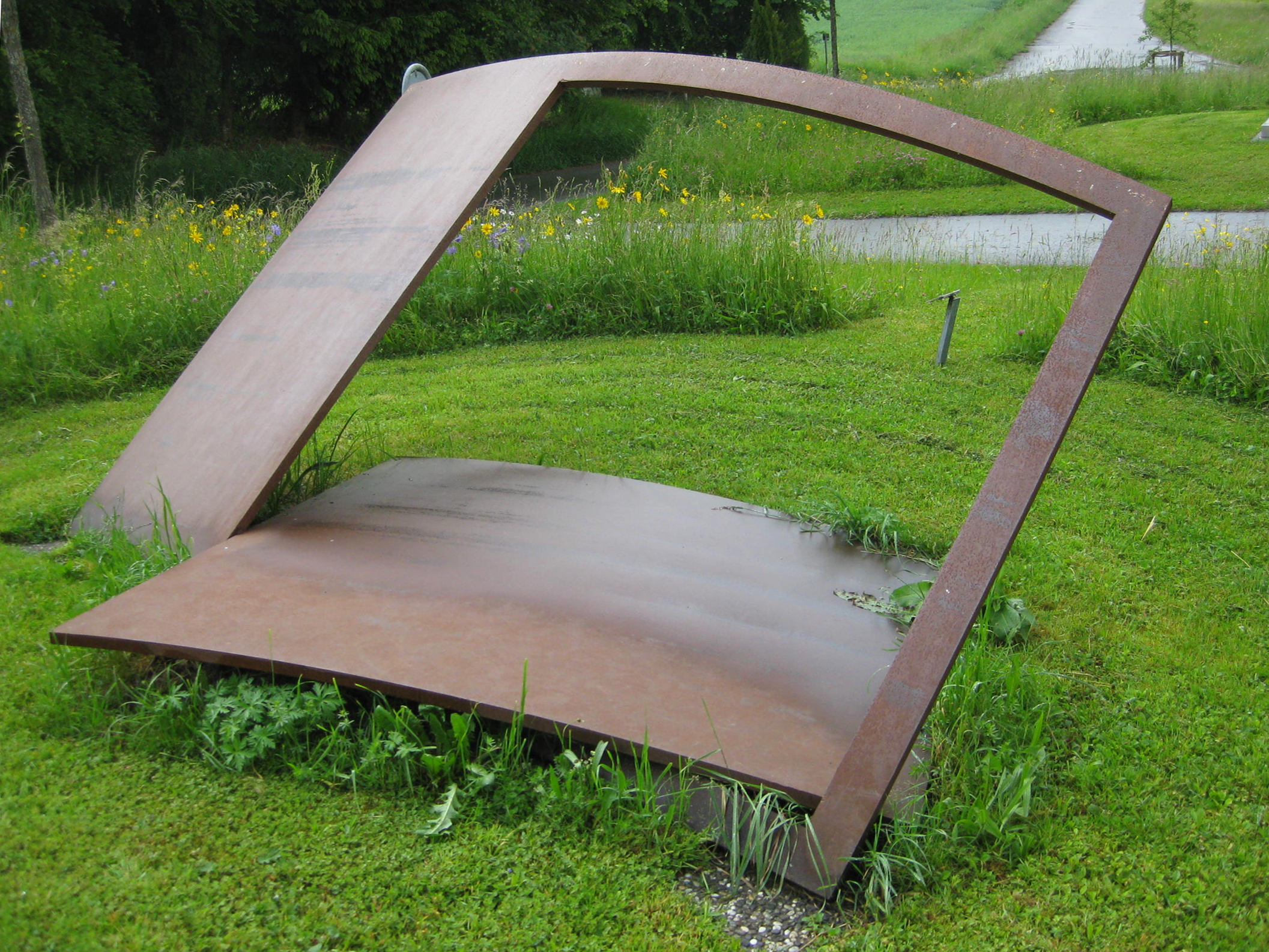
Veränderung, Rottweil
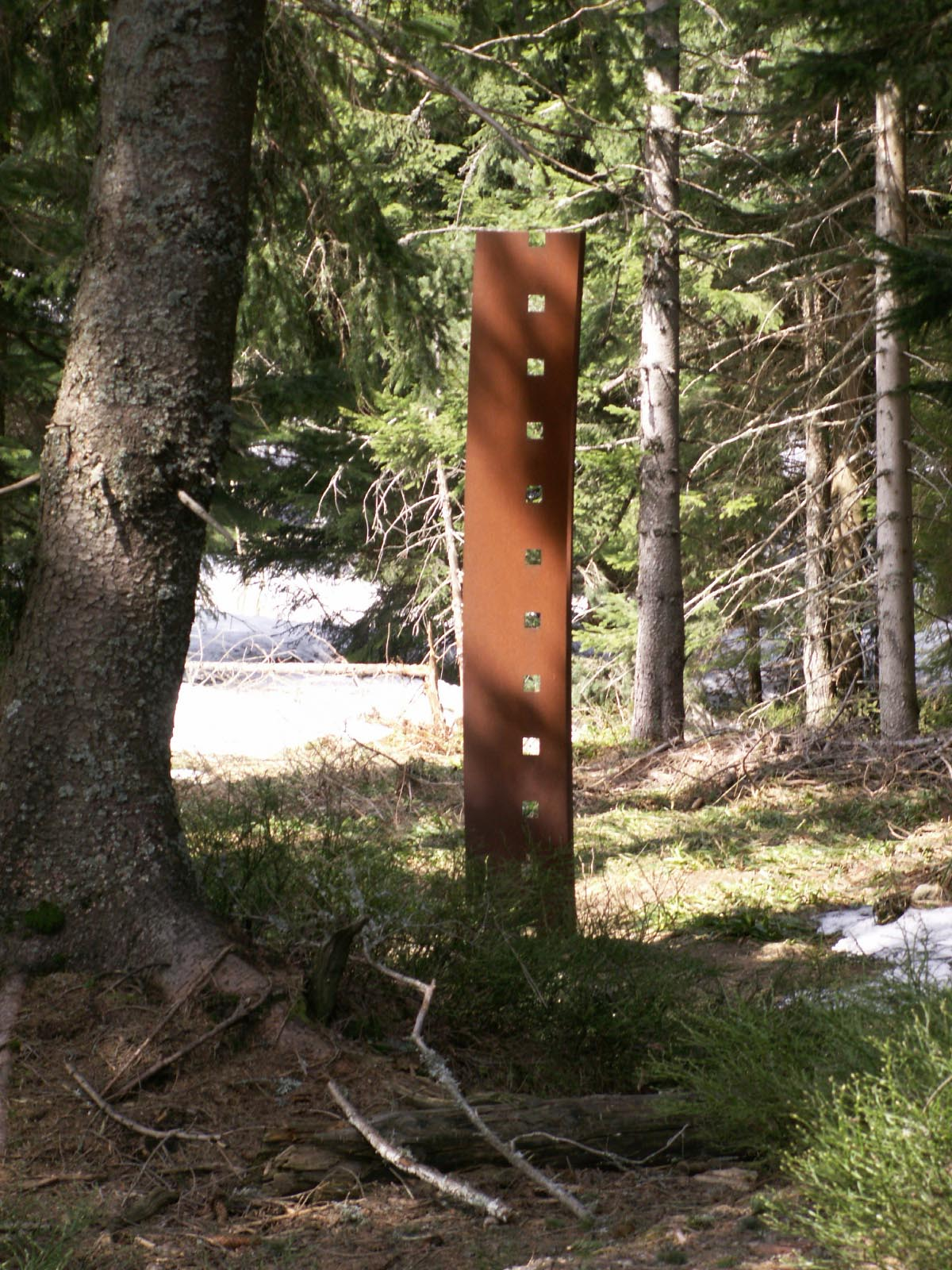
ohne Titel, Mummelsee